# Tregua di Esplechin
La tregua di Esplechin fu un accordo tra Francia e Inghilterra siglato il 25 settembre 1340, durante le prime fasi della Guerra dei Cent'anni, su iniziativa di Edoardo III d'Inghilterra, nonostante la vittoria riportata da questi nella battaglia di Sluis del 24 giugno dello stesso anno.
La vittoria navale di tre mesi prima, infatti, non era corrisposta da una situazione tattica altrettanto favorevole agli Inglesi a terra: se da un lato essi assediavano Tournai e l'esercito del loro alleato Roberto III d'Artois assediava Saint-Omer, le popolazioni rivoltose della Guiana e la mobilitazione degli Scozzesi in assenza di Edoardo richiamavano l'attenzione sulla sicurezza di possedimenti ormai sotto il dominio inglese da tempo, e dunque imponevano un arresto alle campagne puramente offensive.
La necessità di discutere un armistizio venne soddisfatta in un sobborgo di Tournai bagnato dalla Schelda, Esplechin. Edoardo III e Filippo VI di Francia si incontrarono per firmare una tregua di un anno, grazie alla quale sia Tournai che Saint-Omer furono salvate dalla distruzione.